# Teatr z Polski 6

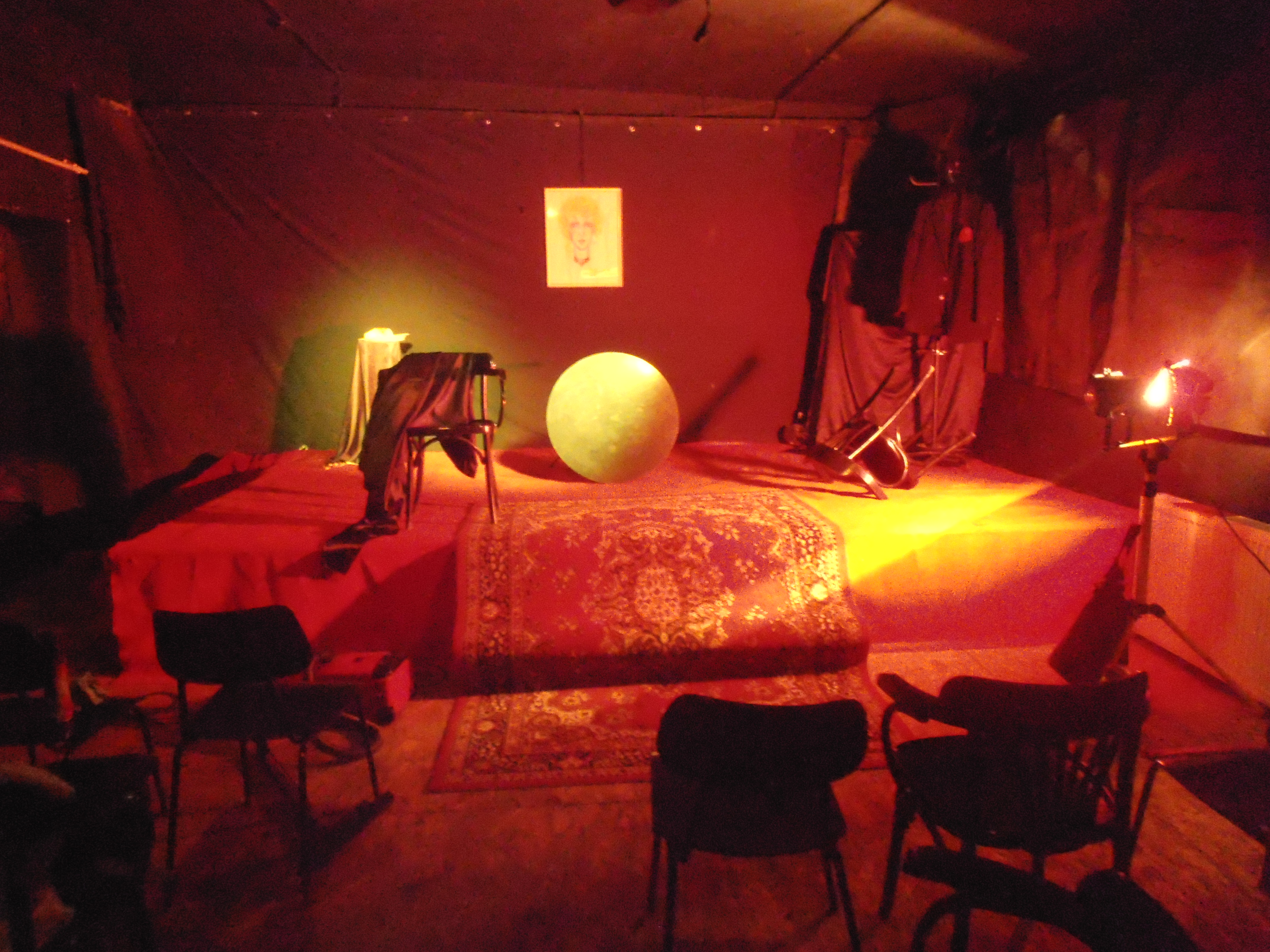
Przed premierą „Przyjęcia”, 2013

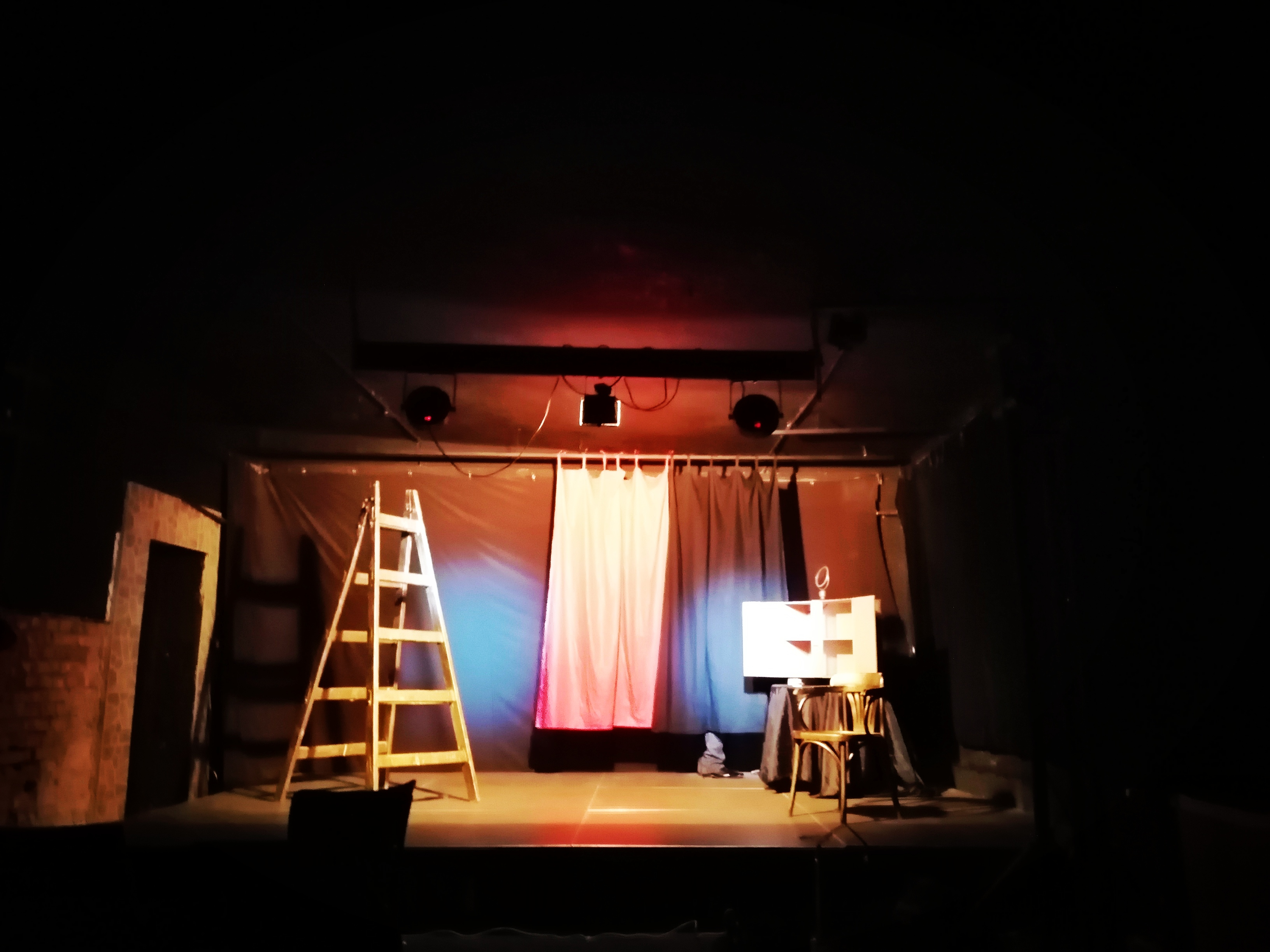
Przed premierą „Maski”, 2019

Teatr z Polski 6 – prywatna, autorska scena założona przez Ryszarda Jaśniewicza i jego żonę Gabrielę Pewińską-Jaśniewicz. Działalność teatru to także prowadzone w latach 2008–2021 w Domu Zarazy w Gdańsku-Oliwie warsztaty poetycko-recytatorskie „Jaśniewicz recytuje, spróbuj i Ty!”, czytania sztuk, spotkania autorskie oraz lekcje teatralne.
Teatr zainaugurował działalność 26 listopada 1999 roku w Sopocie, w kultowej, nieistniejącej już kawiarni Pod Psią i Kocią Łapą Krystyny Przyjemskiej. Pierwszym spektaklem był monodram Ryszarda Jaśniewicza Sukinsyn autorstwa Gabrieli Pewińskiej, wystawiony z okazji stulecia urodzin Ernesta Hemingwaya. Po spektaklu odbył się hemingwayowski bankiet zainspirowany miłością noblisty do natury i kobiet. Do kawiarni, w której odbywał się spektakl, wniesiono rybacką łódź, w niej zaś ustawiono potrawy, w tym zupę rybną i ulubione cytrynowe ciasto pisarza; nie zabrakło też markowego wina. Autorka stołu – Ewa Liguz-Borowiec – zadbała o towarzystwo kobiet, które pisarz pokochał: umieściła wśród półmisków i butelek fotografie wszystkich jego czterech żon.
Od 2008 sceną Teatru z Polski 6 stał się Dom Zarazy. Tu Ryszard Jaśniewicz po raz pierwszy po operacji serca zagrał złożony z wielkich monologów dramatu polskiego monodram Moje serce, po czym wystawił kolejnych piętnaście monodramów.
Na jubileuszową premierę monodramu Maska autorstwa Gabrieli Pewińskiej zorganizowaną z okazji dwudziestolecia sceny przybyli widzowie, którzy wzięli udział w pierwszym sopockim przedstawieniu. Ostatnim spektaklem w Domu Zarazy przed nagłą śmiercią Ryszarda Jaśniewicza był napisany przez Gabrielę Pewińską monodram Budowniczy, którego premiera odbyła się 26 września 2021. 

[...] początki Teatru z Polski 6 to monodram Gabrieli Pewińskiej pamięci Ernesta Hemingwaya. Zachwycił mnie, postanowiłem go zrobić. I tak, 26 listopada 1999 roku w Sopocie, narodziła się moja scena monodramu. Granie w pojedynkę to zmierzenie się z prawdziwym warsztatem aktorskim, co daje ogromną radość, a jak wiadomo aktorstwo nie powinno być działaniem przynoszącym wyczerpanie i napięcie, lecz sztuką uszczęśliwiającą. Sam na scenie czuję się szczęśliwy. Spełniony